# Projekt Kaisei
Projekt Kaisei (Izor: 海星, kaisei, "planet oceana" v japonščini), je znanstevena odprava za preučevanje oceana in čiščenja Velike pacifiške cone smeti. Pojav je nastal zaradi nepravilnega ravnanja z odpadki, ki so pristali v naših vodah. Veliko pacifiško cono smeti je odkrila organizacija NOAA. Gostota tako imenovanega območja smeti je dvajsetkrat večja kot pa gostota smeti na kopnem. Projekt si prizadeva raziskovanje tega območja smeti in preučevati gibanje smeti po svetovnem oceanu. Poleg študij pa je bil projekt zagnan zaradi omejevanje rasti Velike pacifiške cone smeti. Želijo najti tudi rešitev za recikliranje materialov, ki so bili odvrženi v ocean. Projekt je organizirala neprofitna organizacija Ocean Voyages Institute iz Kalifornije.

## Zgodovina
Projekt Kaisei je bil ustanovljen v letu 2008. Ustanovili so ga trije partnerji kateri imajo veliko izkušenj v pomorstvu in morski biologiji. Kot ljubitelji oceana ekipo sestavljajo: Mary dolgoletna mornarka, George deskar na valovih in strokovnjak o oblikovanju desk in Doug z njegovimi izkušnjami o plavanju v odprtih vodah in kajakaštvu. Vsak ima različne atribute in kontakte kateri veliko doprinesejo ekipi. Ker Doug živi v Hongkongu je skupina postavila dve točki delovanja in sicer Hongkong in San Francisco za širjenje mreže in pokrivanje sveta za nadzor premikanja Velike pacifiške cone smeti.

## Cilji projekta
Projekt je bil lansiran 19 Marca 2009, z načrti opazovanja premikanja smeti in raziskovanja o efektivnem recikliranju smeti. Cilj projekta pa je združiti v sodelovanje znanost tehnologijo in rešitev kako se znebiti odpadkov v oceanu. Nenehno raziskujejo in razvijajo nove načine lovljenja smeti in odpadkov z upoštevanjem, da morajo biti energetsko učinkovita in nemoteča za žive organizme v oceanu. Projekt je zaključil dve odpravi eno v poletju 2009 in drugo v letu 2010. Vsakič po odpravi zberejo nove podatke katere nato skrbno analizirajo saj le tako lahko ocenijo koliko bo akcija čiščenja oceana stala. V vmesnem času pa načrtujejo naslednje korake in ekspedicije za zagotavljanje čistega oceana.

## Intenzivno vzorčenje
Ko so dosegli Veliko pacifiško cono smeti, 1600 km od Kalifornijske obale, je posadka na barki New Horizon pričela z intenzivnim vzorčenjem odpadkov (9 August). Ekipa je vzorce zajela vsake nekaj ur na različnih globinah in z uporabo mrež različnih velikosti. New Horizon barka se je vrnila v petek 21 Avgusta 2009. SEAPLEX je prve podatke prikazal na četrtek 27 avgust 2009 in potrdil da se Velika pacifiška cona smeti raztega vsaj 1700 milj in da so bili v čisto vsakem vzorcu  plastični delci.

## Donacije in prepoznavnost
Ocean Voyages Inštitut je zbral $500,000 za prvotne plovbe v okviru projekta Kaisei. SEAPLEX odprava je stala $387,000, podprta z $190,000 iz sklada UC Ship Funds, $140,000 iz projekta Kaisei in $57,000 s pomočjo National Science Foundation. Projekt Kaisei je vzpostavil partnerstvo tudi z Kalifornijskim oddelkom za kontrolo toksičnih snovi. California Department of Toxic Substances Control.
Skupina je bila od začetka prepoznana s strani United Nations Environment Programme (UNEP) v letu 2009 in si prislužila naziv heroja klimatskih sprememb, Skupino je tudi prepoznalo podjetje Google Kot heroja Google Earth za njihovo delo video arhiviranja njihovih odprav. V septembru 2010 je bila del Clinton Global Initiative.